# Kimi ga yo
Kimi ga yo (på japanska 君が代) är Japans nationalsång. Texten skrevs under Heianperioden (794–1185) av en okänd författare. Stilen som Kimi ga yo är skriven i kallas waka. Dikten tonsattes 1880, och användes som officiell nationalsång för det japanska imperiet fram till krigsslutet, men fastställdes som officiell nationalsång för det moderna Japan först i en lag från 1999. Lagen var kontroversiell på grund av att nationalsångens förknippats med förkrigstidens nationalism och militarism. Under tiden mellan dessa år var den i praktiken nationalsång. Sången, som är en av världens kortaste nationalsånger, hyllar världens längsta regentlängd.
| Japanska                                                | Transkription                                                                      | Översättning                                                                                         |
| 君が代は 千代に 八千代に 細石の 巌となりて 苔の生すまで | Kimi ga yo wa Chiyo ni, Yachiyo ni Sazare ishi no Iwao to narite Koke no musu made | Må du regera, i tusen år, i åttatusen generationer, tills småsten blir till klippor, täckta av mossa |

## Källförteckning
1. ↑  ”Japan – Kimigayo”. NationalAnthems.me. Arkiverad från originalet den 27 december 2011. https://web.archive.org/web/20111227000629/http://nationalanthems.me/japan-kimigayo/. Läst 28 november 2011.
2. ↑  Weisman, Steven R. (29 april 1990). ”For Japanese, Flag and Anthem Sometimes Divide”. The New York Times. Arkiverad från originalet den 24 maj 2013. https://web.archive.org/web/20130524130632/http://www.nytimes.com/1990/04/29/world/for-japanese-flag-and-anthem-sometimes-divide.html#end_copy. Läst 2 januari 2010.